# Cofán
Cofán, Kofán o A'i es un pueblo amerindio que habita al noroccidente de la Amazonía en la frontera entre Colombia y Ecuador, entre el río Guamuez, afluente del río Putumayo, y el río Aguarico, afluente del río Napo, en la provincia de Sucumbíos. Su territorio está distribuido a lo largo de esta provincia y del departamento del Putumayo.

## Territorio
Las principales comunidades de este pueblo en Colombia se encuentran ubicada en el departamento del Putumayo, en Valle del Guamuez, en las reservas y resguardos de Santa Rosa de Sucumbíos, Yarinal, Afilador, Santa Rosa del Gamuez, Villanueva y Bocana del Luzón; en tanto que en Ecuador, están ubicados en la Provincia de Sucumbíos, a lo largo de los ríos Aguarico, Guamuez y San Miguel, específicamente en cuatro cantones: Lago Agrio, en las parroquias Dureno y Jambelí; Cascales, en la parroquia El Dorado de Cascales; Cuyabeno, en la parroquia Cuyabeno; y Sucumbios, en la parroquia La Bonita. Sus comunidades se encuentran dentro de las reservas Cofán-Bermejo, Cayambe-Coca y Cuyabeno.

## Cosmología
Consideran que el universo fue creado en el tiempo primordial por Chiga, quien "siempre estuvo ahí"
En el tiempo presente distinguen el plano celeste, donde viven los astros; el planto terrestre, donde están el bosque, el río y la montaña, donde deben ser respetados los cucuya, seres poderosos como el jaguar o la boa; y el plano subterráneo, donde viven los cuancua. El chamán desempeña un papel importante en la comunidad y en su relación con el universo y se considera como un cucuya que maneja sabiamente el yagé y el tabaco y sus símbolos más representativos en la cultura son el sol y la luna. Consideran que cuando el chamán toma el Yage (Banisteriopsis caapi) tiene el poder de mirar en el futuro y ver los espíritus malignos; el chamán también puede convertirse en boa o en tigre. La bipartición es una forma en que ellos ven al universo, todo tiene su complemento como ejemplo para el hombre está la mujer y viceversa.
Para los Cofán, educación y cultura están cimentadas en cuatro pilares: el pensamiento de los mayores, las lenguas nativas, las plantas sagradas y las normas y los valores de la cultura.

### Conocimientos
Científicos como Richard Evans Schultes, Wade Davis y Tim Plowman han recopilado algunos de los conocimientos de este grupo étnico. El pueblo cofán ha aportado mucho al estudio de ciertas plantas medicinales. Por ejemplo, durante generaciones sus chamanes han manipulado con éxito plantas como la Psychotria viridis', una fuente importante de la triptamina.

## Economía
Son horticultores itinerantes, pescadores y cazadores-recolectores. Cultivan maíz, yuca, plátano, fríjol, ají, café, arroz y árboles frutales. Algunos hombres trabajan como jornaleros en las fincas de los colonos. En Ecuador, se dedican a la construcción de canoas de fibra de vidrio. Son agricultores a pequeña escala. Las mujeres se dedican a la elaboración y comercialización de artesanías en semilla, fibras naturales y barro, etc.

### crisis
El territorio ancestral, la salud y la cohesión social de las comunidades de Cofán en Ecuador ha sido dañado seriamente por varias décadas de explotación de petróleo por la empresa petrolífera Texaco. La apertura de carreteras destruyó una gran cantidad de hectáreas de bosques, por lo que los cofanes perdieron áreas de caza y recolección y huertos de plantas medicinales y alimenticias. Se desató un proceso de colonización que redujo el territorio cofán. Tanto la explotación como la colonización han dado como resultado la deforestación irracional de los suelos y la contaminación del aire, agua y tierra. Estos problemas obligaron a los cofán replegarse al área que ahora ocupan.
Actualmente la caza y la pesca se han reducido drásticamente y, obligando a una modificación en la dieta tradicional, que ahora está basada en la ingestión de carbohidratos. Algunas personas poseen algunas cabezas de ganado vacuno y caballos y la mayoría tienen cerdos y pollos
 para la venta comercial y que solo ocasionalmente destinan al propio consumo. También se desempeñan como artesanos, comercian con las hamacas y las canoas que fabrican y se emplean como jornaleros con bajos salarios, para los colonos en los cultivos de coca o para las empresas petroleras o de construcción.

## Resistencia cultural
El año 1998 fue decisivo para la comunidad Cofán gracias a la realización del Primer Congreso colombo-ecuatoriano, convocado por sus autoridades mayores (taitas y sabios), una respuesta al proceso de extinción que venían sufriendo las comunidades. Esta "gran reunión", convocada por las autoridades mayores, compuesta entre otros por los taitas (padres o sabios) fundadores, posibilitó trabajar en pro de la recuperación de su territorio y su cultura. El Congreso colombo-ecuatoriano arrojó dos conclusiones fundamentales: fortalecer la organización de base, hecho que dio inicio a la Mesa Permanente del pueblo Cofán, hoy integrada por 16 cabildos y 6 pueblos; y Construir un Plan de Vida nacido del mismo seno de la comunidad. En Ecuador existe la Organización Indígena Nacionalidad Cofán del Ecuador OINCE, que reformó sus estatutos para conformar la Federación Indígena de la Nacionalidad Cofán del Ecuador, FEINCE, afiliada la CONFENIAE y a la CONAIE.
Los cofán han iniciado un proceso de recuperación cultural y territorial, en el cual tienen un papel central los sabios tradicionales.
En junio de 2008, el gobierno colombiano creó el "Santuario de Flora Plantas Medicinales Orito Ingi-Ande", un parque nacional, con un área de 10.204,26 hectáreas, para proteger las plantas medicinales que los Cofán tradicionalmente utilizan.

## Lengua
Su lengua se denomina A'ingae. No ha podido ser clasificada dentro de ninguna de las grandes familias lingüísticas, aunque algunos expertos la consideran parte del macrochibcha o chibchano-paezano y otros la relacionan con las lenguas andinas o con las lenguas barbacoanas. Esta es su fonología:

### Vocales
La lengua cofán tiene diez vocales: 5 orales i, e, i, a, o y las 5 nasales correspondientes.
|       | Anteriores | Centrales | Posteriores |
| ----- | ---------- | --------- | ----------- |
| Altas | i ĩ        | i ĩ       | o õ         |
| Bajas | e ẽ        | i ĩ       | a ã         |

### Consonantes
El inventario de consonantes se da a continuación (en cursiva se da la ortografía usada para cada sonido):
|                        |            | labial | alveolar | laminar | palatal | velar | uvular | glotal |
| ---------------------- | ---------- | ------ | -------- | ------- | ------- | ----- | ------ | ------ |
| Obstruyente no-cotinua | sorda      | p      | t        | ʦ ts    | ʧ ch    | k     | q      | ʔ '    |
| Obstruyente no-cotinua | aspirada   | pʰ pp  | tʰ tt    | ʦʰ tss  | ʧʰ chh  | kʰ kk | qʰ qq  |        |
| Obstruyente no-cotinua | sonora     | b      | d        | ʣ ds    | ʤ dy    | g     |        |        |
| Fricativas             | Fricativas | f      | s        |         | ʃ sh    |       |        | h x    |
| Sonorante              | No-nasal   | w v    | r        |         | j y     | ʁ g   |        |        |
| Sonorante              | Nasal      | m      | n        |         | ɲ ñ     |       |        |        |
Registra 28 consonantes: b, c, cc (aspirada), ch (che, africada palatal), chh (che aspirada), d, dy (palatal sonora), f, g, j (como la castellana, fricativa velar), m, n, ñ, p, pp (aspirada), q (velar), qq (aspirada), r, s, sh (fricativa sorda palatalizada), t, tt (aspirada), ts, tss (aspirada), v (labial sonora), y, z (laminar sonora dz),  '  (oclusiva glotal).